# William Buell Richards

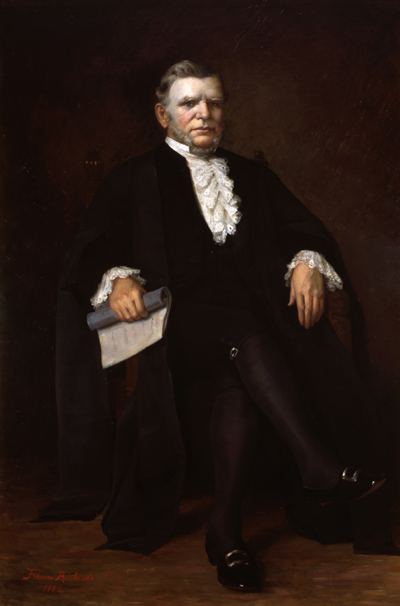
William Buell Richards

Sir William Buell Richards, PC, QC (* 2. Mai 1815 in Brockville, Oberkanada; † 26. Januar 1889 in Ottawa) war ein kanadischer Richter und Politiker. Er gehörte von 1875 bis 1879 dem Obersten Gerichtshof von Kanada an und war während dieser Zeit auch dessen Vorsitzender (Chief Justice).

## Biografie
Richards studierte Recht an der St. Lawrence Academy (heute State University of New York) in Potsdam (New York) und arbeitete in Brockville als Praktikant in der Kanzlei seines Onkels Andrew Norton Buell. 1837 erhielt er die Zulassung als Rechtsanwalt und wurde sechs Jahre später Partner seines Onkels. Er gehörte zahlreichen lokalen Vereinigungen an und wurde so zu einem prominenten Vertreter der Liberalen. 1848 folgte die Wahl ins Parlament der Provinz Kanada.
Im Kabinett der Co-Regierungschefs Francis Hincks und Augustin-Norbert Morin war Richards von 1851 bis 1853 Attorney General. Danach wurde er an das Oberste Gericht der Provinz Kanada berufen und stieg zehn Jahre später zu dessen Vorsitzenden auf. Ab November 1868 war er Vorsitzender des Obersten Gerichts der Provinz Ontario. Er leitete zahlreiche Aufsehen erregende Gerichtsverfahren, unter anderem die Berufung im Mordfall Thomas D’Arcy McGee.
Richards war am Gesetzgebungsverfahren zur Schaffung eines Obersten Gerichtshofes des neuen kanadischen Bundesstaates beteiligt und besuchte mehrere Richter des US-amerikanischen Vorbilds, um Erkenntnisse über die Effektivität eines solchen Gerichtes zu gewinnen. Schließlich ernannte ihn Premierminister Alexander Mackenzie am 30. September 1875 zum ersten Vorsitzenden des Obersten Gerichtshofes von Kanada. In den ersten Jahren war das neue Gericht politisch heftig umstritten, da es sich zuerst etablieren musste und auch die Prozeduren noch nicht festgelegt waren. Richards weilte oft im Ausland, um an ähnlichen Gerichten die Abläufe kennenzulernen, die er dann den kanadischen Begebenheiten anpasste. Am 10. Januar 1879 trat er aus gesundheitlichen Gründen zurück.
Sein jüngerer Bruder Albert Norton Richards war Unterhausabgeordneter und Vizegouverneur von British Columbia.